# Phaolus metallicus
Phaolus metallicus är en skalbaggsart som först beskrevs av Newman 1838.  Phaolus metallicus ingår i släktet Phaolus och familjen långhorningar. Inga underarter finns listade i Catalogue of Life.